# Геноцид в Бурунди
С обретения Бурунди независимости в 1962 году в стране произошли два геноцида. В 1972 произошли массовые убийства хуту армией тутси, а в 1993 году — массовые убийства тутси со стороны хуту. Оба геноцида описаны в заключительном докладе Международной комиссии по расследованиям в Бурунди и представлены Совету Безопасности Организации Объединённых Наций в 2002 году.

## Предыстория
Демографическая ситуация в Бурунди между 1960 и 1970 годами была такова, что примерно 86 % населения составляли хуту, 13 % — тутси и 1 % — тва. Однако тутси удерживали монополию на занятие высоких постов в правительстве и армии. Бурунди получила независимость в 1962 году, а в мае 1965 года состоялись первые после обретения независимости выборы. Кандидаты хуту одержали убедительную победу, получив 23 места в парламенте из 33. Однако вместо того, чтобы назначить премьер-министром хуту, король Мвамбутса IV выдвинул на эту должность одного из своих друзей тутси. 18 октября 1965 года разгневанные поведением короля хуту попытались совершить переворот. Король бежал из страны, но переворот в конечном счёте провалился.
В 1966 году наследный принц Шарль Ндизийе при поддержке армии во главе с полковником Мишелем Мичомберо сверг своего отца и вступил на трон под именем Нтаре V. Однако в том же году полковник сверг монарха. Мишель Мичомберо провозгласил Бурунди республикой, а себя первым её президентом. Однако монархисты-тутси не оставляли попыток вернуться к власти. 29 апреля 1972 году Нтаре V прибыл в страну из Уганды. Президент Уганды Иди Амин утверждал, что он получил письменную гарантию от президента Мичомберо, что король может вернуться в Бурунди и жить там как частное лицо. На угандийском вертолёте Нтаре V вернулся на родину, но через нескольких часов был помещён под домашний арест в своём бывшем дворце в Гитеге. Вскоре после этого официальное радио сообщило, что Нтаре V пытался спровоцировать вторжение наёмников в Бурунди и восстановить свою власть. Некоторые министры высказались за то, чтобы он находился под охраной в Гитеге, другие настаивали на его казни. Ситуация была разрешена, когда Нтаре V был убит в промежутке между вечером 29 апреля и следующим утром при невыясненных обстоятельствах.

## 1972 год
27 апреля 1972 года вспыхнуло восстание хуту во главе с некоторыми членами жандармерии в приозёрных городах Румонге и Ньянза-Лак. Повстанцы объявили о создании «Республики Мартьязо». Вооружённые повстанцы хуту убивали всех тутси в поле зрения, а также тех хуту, что отказывались присоединиться к восстанию. Считается, что в этой первой вспышке насилия было убито от 800 до 1200 человек.
Президент Мишель Мичомберо (тутси) объявил военное положение и дал приказ армии подавить восстание любой ценой. По его приказу были убиты представители интеллигенции и военной элиты хуту. Это дало старт геноциду. Армия тутси двинулась на подавление очагов восстания. В ходе этого, по официальным данным, было убито примерно 15 000 человек, а по данным хуту — не менее 300 000. На сегодняшний день число жертв этого восстания оценивают в пределах от 80 000 до 210 000 человек. Несколько сотен тысяч хуту бежали в Заир, Руанду и Танзанию.
По официальным данным 29-30 апреля в Бурунди вторглись вооружённые повстанцы хуту в союзе с Заиром и атаковали города Гитега и Бужумбура. Они пытались установить республику хуту и изгнать тутси. Правительство Бурунди указывало, что численность повстанцев была порядка 50 000 человек, однако большинство наблюдателей считают, что противников Мичомберо было около 4-5 тысяч.
Бурунди было объявлено зоной гуманитарного бедствия 1 мая. После использования $ 25 000 из Всемирного фонда ликвидации последствий стихийных бедствий Бурунди запросило у США ещё $ 75 000. Деньги были выделены, большая их часть была потрачена на покупку лекарств, одеял, продуктов питания, одежды и транспорта.

## 1990—1994 годы
В дальнейшем страна пережила ещё несколько попыток переворота, в ходе которых в стране устанавливалась военная диктатура. В 1987 году к власти пришёл майор Пьер Буйоя, в годы правления которого начались серьёзные этнические столкновения между тутси и хуту.
В октябре 1990 года руандийские беженцы тутси, которые служили в течение многих лет в армии Уганды, вторглись в Руанду. Следующие три года правительство хуту вело войну с образованным беженцами тутси Руандийским патриотическим фронтом (РПФ). В 1993 году эмиссары ООН и Организации африканского единства добились от сторон подписания мирного соглашения. Соглашение о прекращении огня действовало до 6 апреля. 6 апреля 1994 года президенты Бурунди и Руанды возвращались в столицу Руанды Кигали с мирных переговоров в Танзании. При заходе на посадку самолёт с президентами на борту был сбит, лидеры двух стран погибли. В Руанде начались этнические чистки.
В июне 1993 года партия хуту «Фронт за демократию в Бурунди» (ФРОДЕБУ) и её кандидат в президенты Мельхиор Ндадайе одержали победу на выборах и сформировали первое правительство хуту в Бурунди. Начала нарастать напряжённость между тутси и хуту. Небольшие банды, составленные из представителей племён, начали столкновения в тогдашней столице Бужумбуре. Вскоре эти столкновения переросли в сражения вооружённых мачете групп. Напряжённость достигла апогея 21 октября 1993 года, когда президент Ндадайе был убит. В стране началась гражданская война. Некоторые структуры ФРОДЕБУ обвинили в убийстве своего лидера тутси и заявили, что жестоко отомстят. По их призыву было убито более 25 000 тутси. В 2002 году Международная комиссия ООН по расследованиям в Бурунди назвала массовые убийства тутси в 1993 году геноцидом.